# Andalusia (Alabama)
Andalusia é uma cidade localizada no estado americano do Alabama, no Condado de Covington.

## Demografia
Segundo o censo americano de 2000, a sua população era de 8 794 habitantes.
Em 2006, foi estimada uma população de 8 740, um decréscimo de 54 (-0.6%).

## Geografia
De acordo com o United States Census Bureau, a localidade tem uma área de 49,1 km², dos quais 48,9 km² cobertos por terra e 0,2 km² cobertos por água. Andalusia localiza-se a aproximadamente 106 m acima do nível do mar.

## Localidades na vizinhança
O diagrama seguinte representa as localidades num raio de 16 km ao redor de Andalusia.